# تونی لامبرتی
تونی لامبرتی (انگلیسی: Tony Lamberti؛ زادهٔ ۱ ژانویهٔ ۲۰۰۰) مهندسی صدا اهل ایالات متحده آمریکا است. وی همچنین برندهٔ جوایزی همچون جوایز امی ساعات پربیننده شده‌است.